# 알렉산드르 조토프
알렉산드르 블라디미로비치 조토프(러시아어: Александр Владимирович Зотов, 1990년 8월 27일 ~, 아스키스스키)는 러시아의 축구 선수이다. 현재 러시아 프리미어리그의 FC 루빈 카잔 소속으로, 포지션은 수비형 미드필더이다.